# ماريا راموس
ماريا راموس هي اقتصادية برتغالية، ولدت في 22 فبراير 1959 في لشبونة في البرتغال.

## وصلات خارجية
- ماريا راموس على موقع الموسوعة البريطانية (الإنجليزية)